# Río Icán
Río Icán är ett vattendrag i Guatemala. Det ligger i den sydvästra delen av landet, 140 km väster om huvudstaden Guatemala City.